# Сквоттинг

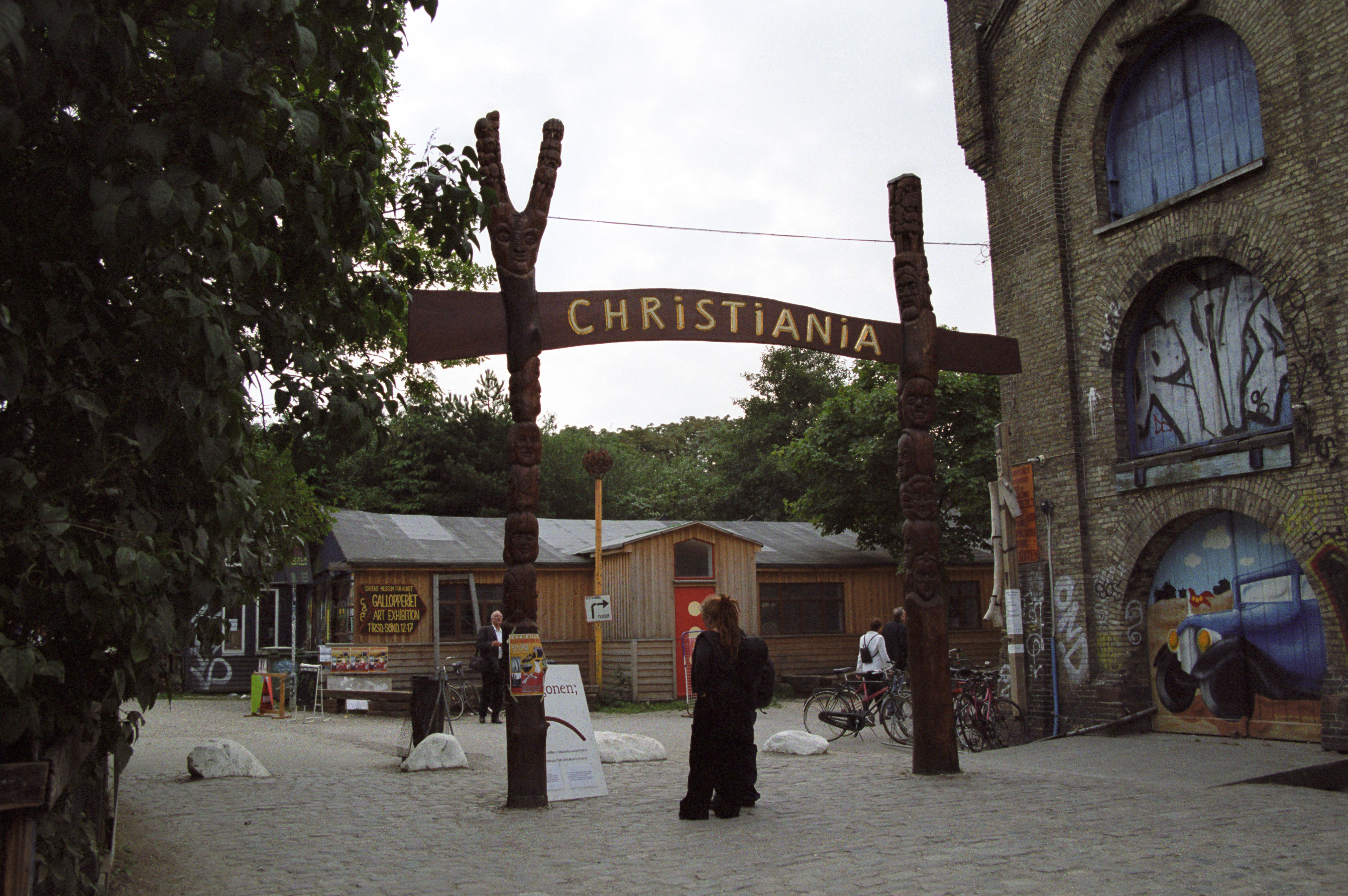
Христиания (Копенгаген, Дания)

Международный символ сквоттеров.

Сква́ттерство, сквоти́рование, или скво́ттинг (англ. squatting) — акт самовольного заселения покинутого или незанятого места или здания лицами (сква́ттерами или скво́ттерами), не являющимися его юридическими собственниками или арендаторами, а также не имеющими иных разрешений на его использование.
Иногда термин не совсем точно применяется к самовольному использованию заброшенных зданий и помещений, например, при организации бесплатных магазинов и блошиных рынков без проживания в них.
Сквоттеры часто требуют права на места, которые они заняли, на основании фактического проживания, а не собственности; в этом смысле сквоттинг похож (и является потенциально необходимым условием для этого) на «негативное» или «враждебное» владение (adverse possession), из-за которого фактический обладатель недвижимости может в итоге получить юридическое ограничение прав собственности на эту недвижимость и даже лишиться её. В российском законодательстве в этом смысле используется понятие «приобретательная давность».
Сквоттинг как явление приобрёл широкие масштабы во времена английской революции. Борьбу со сквоттерами вели армейские части Кромвеля.
Примером для современных сквоттеров служит опыт жителей района Христиания в Копенгагене — начав с самозахвата заброшенных казарм, они добились от правительства не только права проживать на этой территории, но и придания Христиании особого статуса, превращающего этот район в «государство в государстве».
Огромный импульс и новое звучание явлению сквоттинга придала молодёжная контркультура Италии 1970-х годов, породив и развив небывалое массовое движение «Захваченных самоуправляемых общественных центров» (итал. Centri Sociali Occupati Autogestiti), распространившееся затем и в общественной жизни других стран.
В Испании сквоттинг известен под именем «оку́па» (исп. okupa), от испанского «ocupar» — занимать.
Явление сквоттинга перешло в электронное пространство:
- Домейнинг (спекуляция доменными именами) — регистрация привлекательных доменных имён с целью последующей перепродажи.
- Киберсквоттинг — регистрация доменного имени, совпадающего с известными брендами, с целью дальнейшего выкупа владельцем бренда.
- Тайпсквоттинг — регистрация доменного имени, похожего на бренд.

## Известные поселения сквоттеров

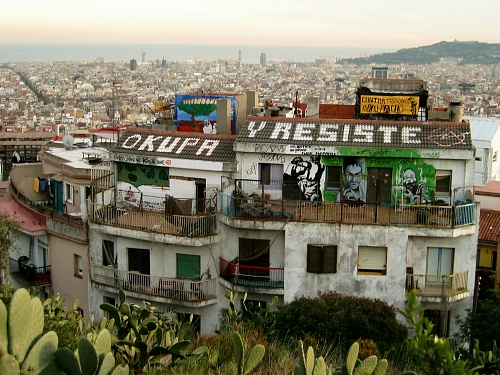
Незаконно занятое здание в Барселоне. На крыше надпись: «Занимай и сопротивляйся! ἀ»

- Христиания, Копенгаген, Дания (с 1971 года по настоящее время)[3].
- Леонкавалло[итал.] Милан, Италия (с 1975 года по настоящее время) — известнейший и один из старейших сквотов — общественных центров. Многократно боролся с выселением и с силами правопорядка (ценой человеческих жертв), в 1994 дважды изгонялся и захватывал новые помещения, собственники нынешнего (на ул. Watteau) требуют выселения до сих пор. В то же время с 2006 чиновники по культуре Милана включили граффити по прежнему адресу в перечень и каталоги туристических объектов, называя «Сикстинской капеллой современности» (см. категорию «Общественный Центр Леонкавалло» на Викискладе)[4].
- Буссана-Веккья, Лигурия, Италия (с 1960-х годов по настоящее время) — Международная деревня художников.
- Каса Паунд, Рим, Италия (с 2003 года по настоящее время) — известный неофашистский общественный центр[5].
- rampART[англ.], Лондон, Англия (с 2004 года.) Центр искусств и творчества, в том числе технического, в историческом центре Лондона. Был окончательно выселен 15 октября 2009 года[6].
- Слэб Сити, Калифорния, США (с конца 1980-х годов по настоящее время) — расположен в бывших казармах в пустыне, широко известен как место проведения самых различных арт — фестивалей и выставок современного искусства.
- Башня Давида, Каракас, Венесуэла (с 2007 года по настоящее время)[7].
- Высотное здание Wilton Paes de Almeida в Сан-Паулу, Бразилия полностью сгорело и рухнуло в 2018 году в результате пожара, устроенного сквоттерами[8].

## Правовое регулирование

### В России
Согласно законодательству РФ, желающие присвоить чужое бесхозное помещение должны прожить в нём 15 лет, ни от кого не скрываясь.

### В Великобритании
По секции 144 Акта о юридической помощи, приговорах и наказании нарушителей 2012 г. (Legal Aid, Sentencing and Punishment of Offenders Act 2012), сквоттинг в жилом здании стал уголовным правонарушением с 1 сентября 2012 г. Сквоттинг в нежилом помещении может быть нарушением гражданского или уголовного законодательства в зависимости от обстоятельств. Возврат собственности владельцами или законными жителями может потребовать юридической процедуры или вмешательства полиции.
Исторически в английском праве есть норма, известная как «adverse possession», позволяющая заявить о владении жильём после 12 лет постоянного неоспариваемого проживания (10 лет для незарегистрированной недвижимости). Практически это может быть сложным, поскольку сквоттер должен доказать в суде, что он или она постоянно проживали в здании или на земельном участке всё это время. Эта норма была в корне изменена после принятия закона о регистрации земли 2002 года. Как результат, после 10 лет фактического владения землёй сквоттер может подать заявку на владение путём выплаты обычного взноса (fee simple). Однако предыдущий владелец недвижимости, который будет уведомлен Земельным Реестром (Land Registry) о смене владельца, имеет право опротестовать заявку выражением своего несогласия.

### В Нидерландах
В 2022 году суд отказался выселять сквоттеров из дома основателя «Яндекса» Аркадия Воложа в Амстердаме.